# Mikita Vailupau
Mikita Vailupau, née le 30 juillet 1995 à Vitebsk, est un handballeur international biélorusse évoluant au poste d’ailier droit.
En mai 2019 Vailupau signe son transfert pour le HC Meshkov Brest.

## Palmarès

### En clubs
Compétitions nationales
- Vainqueur du Championnat de Biélorussie (2) : 2020, 2021
  - Deuxième (5) : 2015, 2016, 2017, 2018, 2019
- Vainqueur de la Coupe de Biélorussie (3) : 2019, 2020, 2021

### En équipe nationale
- 10e place au Championnat d'Europe 2020
- 17e place au Championnat du monde 2021

### Distinctions individuelles
- élu meilleur ailier droit de la Ligue SEHA en 2021 (en)[1]